# Corsia arfakensis
Corsia arfakensis là một loài thực vật có hoa trong họ Corsiaceae. Loài này được Gibbs miêu tả khoa học đầu tiên năm 1917.